# Wenche Steen
Wenche Steen (* 4. Juli 1952 in Oslo) ist ein ehemaliges norwegisches Model, Schauspielerin und Redakteurin.

## Leben
Steen begann ihre Karriere als Model im Alter von 20 Jahren. 1972 gewann sie den Titel «Miss Charming». Die Preisverleihung fand in Thailand statt, wo sie im Wettbewerb mit 33 Schönheiten aus der ganzen Welt stand. 1973 nahm sie nach einem nationalen Ausscheid als Vertreterin Norwegens zum Ausscheid Miss World in der Royal Albert Hall, London teil. 1974 nahm sie als Kandidatin zur Wahl der Miss Europe für Norwegen teil.
In der Filmreihe zur norwegischen Olsenbande wirkte sie 1974 in dem Film   Olsenbanden møter Kongen og Knekten mit und hatte einen Nacktauftritt in der Royal-Suite des Osloer Grand Hotels. Steen spielte in dem Film, als Widersacherin der Olsenbande die Rolle der «Jenny», die Schwester des «Knappen» (Knekten), gespielt von Frank Robert. Nach dem Ende ihrer Modelkarriere absolvierte sie im Alter von 30 Jahren eine Ausbildung zur Ökonomin. Anschließend war sie als Redakteurin und Herausgeberin mehrerer norwegischer Zeitschriften, darunter der Sten Jensen Ture, Mann und der norwegischen Ausgabe des Playboys tätig. Später war sie Leiterin und Redakteurin der Zeitschrift Femme und von femme.no.
2006 wirkte sie als Jurymitglied bei der Wahl zur Frøken Norge (Fräulein Norwegen) mit.

## Filmografie
- 1973: Miss World 1973 (als sie selbst)
- 1973: The Graham Kennedy Show
- 1974: Olsenbanden møter kongen og knekten
- 1975: El socarrón